# リカルド・アントニオ・チャビラ
リカルド・アントニオ・チャビラ（Ricardo Antonio Chavira、1971年9月1日 - ）は、アメリカ合衆国の俳優。テキサス州サン・アントニオ出身。メキシコ系アメリカ人。

## 来歴
カリフォルニア大学サンディエゴ校で美術学修士号を取得。その後、業界関係全般に携わる仕事についていた。
『NYPDブルー』、『24 -TWENTY FOUR-』、『シックス・フィート・アンダー』などに出演した後、2004年からはじまった大人気TVドラマ『デスパレートな妻たち』でエヴァ・ロンゴリア演じるガブリエル・ソリスの夫、カルロス・ソリス役を演じる。
2003年にガールフレンドとの間に息子が生まれており、2007年に結婚している。

## 主な出演作品
- アラモ The Alamo (2004)
- デスパレートな妻たち Desperate Housewives (2004-2012) テレビシリーズ
- 名探偵モンク Monk (2005) シーズン4　第13話：「モンク農場を行く」、Monk (2008) シーズン6　第07話：「100回目の罠」
- キャッスル～ミステリー作家のNY事件簿 Castle（2015）シーズン7 第18話：「狙撃」

ジェーンザバージン
- セレナ: テハーノの女王 Selena (2020) テレビシリーズ